# Negros (Redondela)

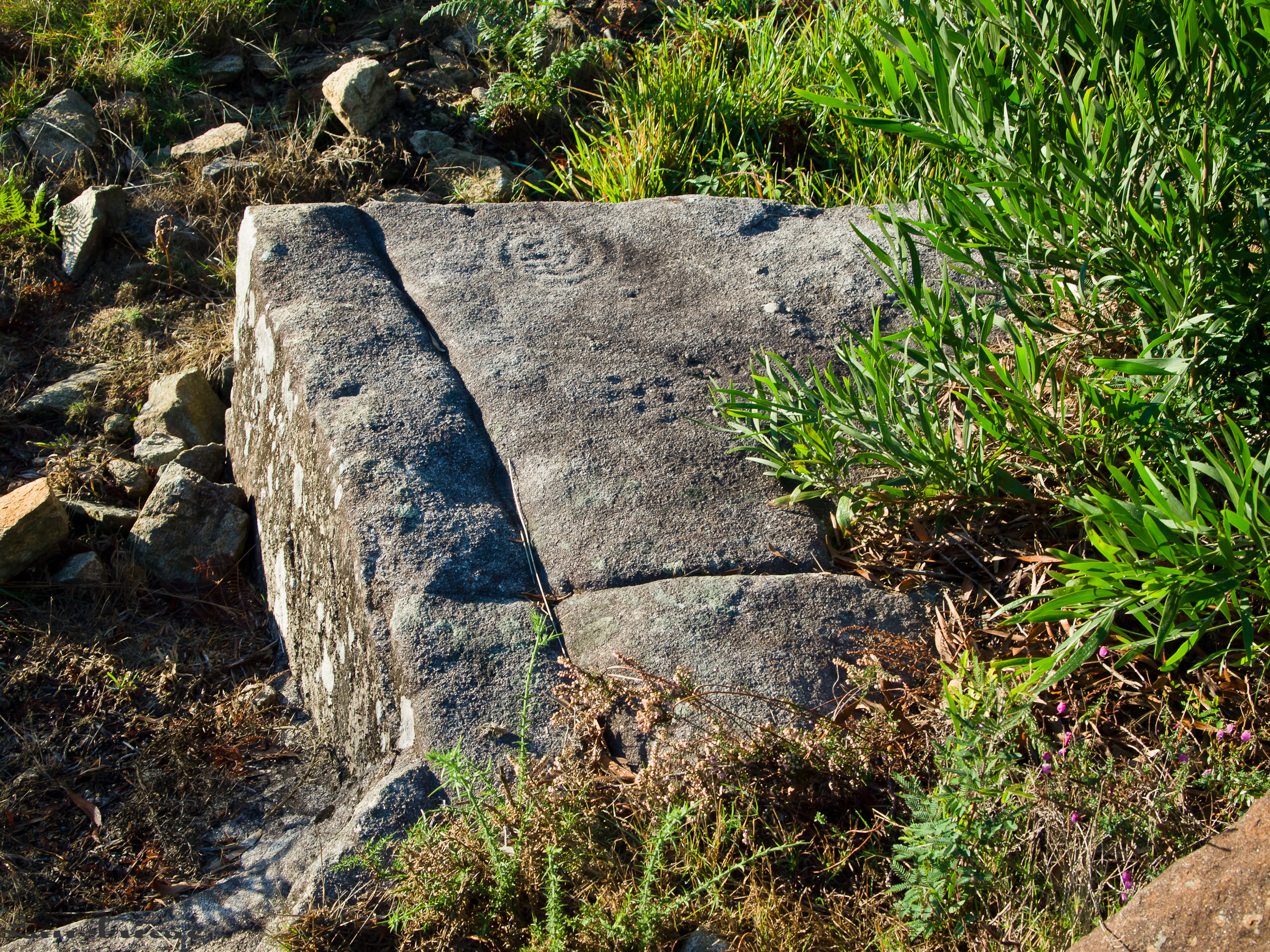
Petroglifos de Monte Penide.

San Esteban de Negros (oficialmente, en gallego, Santo Estevo de Negros) es una parroquia del municipio pontevedrés de Redondela, España.
En el año 2010 tenía una población empadronada de 529 habitantes. Se localiza en la carretera de Redondela a Vigo. Según el nomenclátor de 2010 comprende las localidades de Fixón, A Igrexa, Negros y Pregal. 
La fiesta patronal se festeja el 26 de diciembre.
Como fiesta a destacar es la de la "Fiesta de la manzana" que se suele hacer el primer domingo de octubre.
La parroquia limita al norte con Cedeira, al sur con Cabeiro al este con Sajamonde y al oeste con San Vicente. En el monte de San Esteban de Negros cabe destacar que se encuentran restos celtas. En la intersección sita en el Monte de Negros y San Vicente se puede ver la llamada "Mamoa do Rei".
La parroquia de San Esteban de Negros se encuentra atravesada también por la vía férrea que une la localidad de Vigo con Orense.

## Galería de imágenes

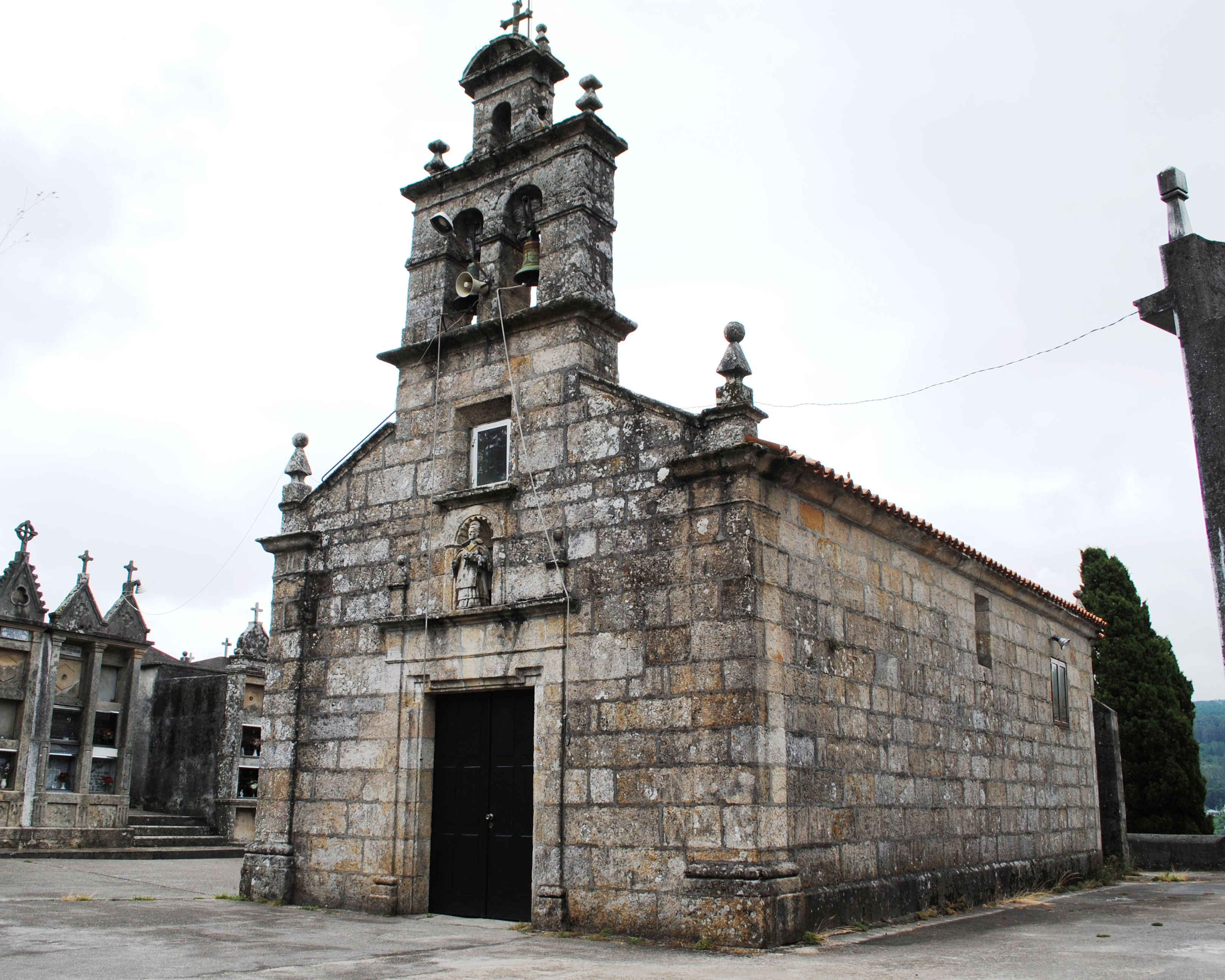
Iglesia parroquial.
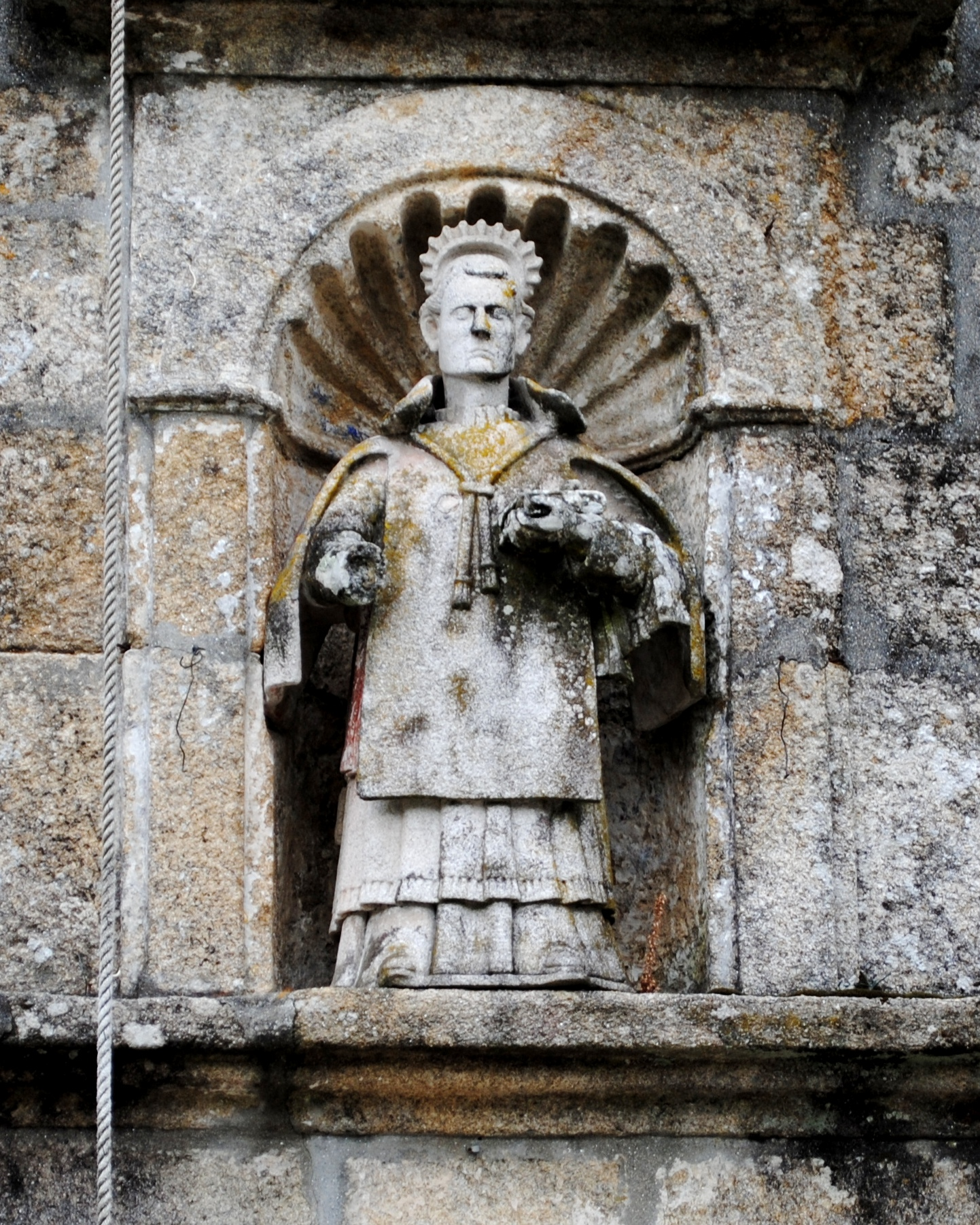
San Estevo.
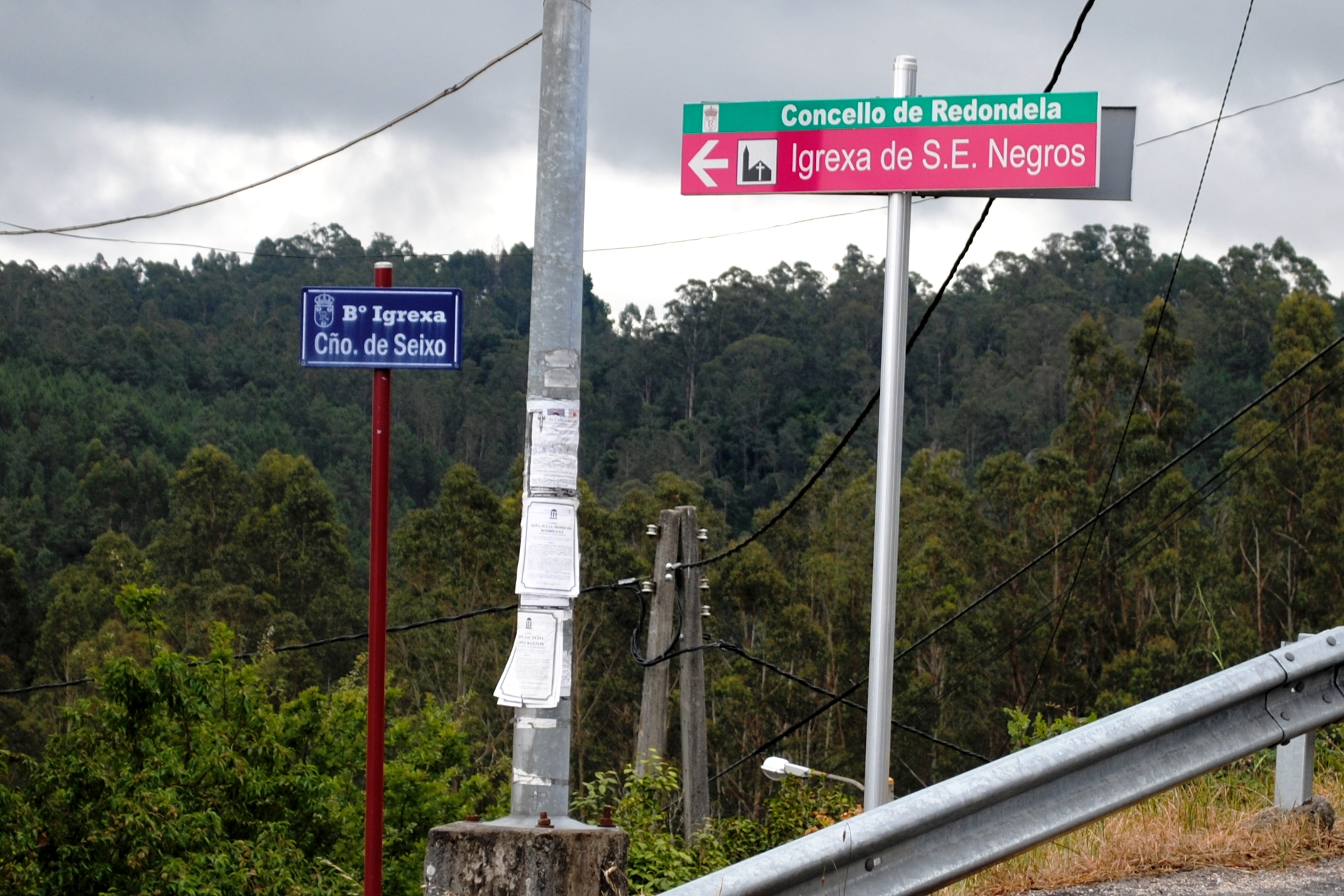
Bª Igrexa, Cño. de Seixo.